# SN 2011gm
SN 2011gm – supernowa typu Ia odkryta 21 września 2011 roku w galaktyce NGC 644. W momencie odkrycia miała maksymalną jasność 15,80m.